# نانسي تشارلتون
نانسي تشارلتون هي لاعب هوكي الحقل كندية، ولدت في 8 أكتوبر 1962.

## وصلات خارجية
- نانسي تشارلتون على موقع الاتحاد الدولي للهوكي (الإنجليزية)
- نانسي تشارلتون على موقع اللجنة الأولمبية الدولية (الإنجليزية)
- نانسي تشارلتون على موقع أوليمبيديا (الإنجليزية)